# Erebango
Erebango is een gemeente in de Braziliaanse deelstaat Rio Grande do Sul. De gemeente telt 2.936 inwoners (schatting 2009).